# Presidio ambulante
El Presidio ambulante fue sistema de castigo implementado en Chile entre 1836 y 1847.
Ideado por el ministro Diego Portales para hacer frente a la inseguridad que vivía el país en los años posteriores al proceso de Independencia, consistente en carros de metal que llevaban a los presos a trabajar en las obras públicas. Este tenía como elemento central la humillación de los reos ante el resto de la sociedad, con la finalidad de amedrentar a futuros delincuentes y hacer presente el poder del Estado ante los ciudadanos.   
Las frecuentes rebeliones de reos, las inhumanas condiciones en que se mantenía a éstos y la reprobación de los intelectuales liberales, llevó a la supresión del sistema en 1847 y su reemplazo por un sistema penal moderno, que tuvo como símbolo la construcción de la Penitenciaría de Santiago.
Uno de los reos más famosos fue Pancho Falcato quien logró escaparse 2 veces del presidio.